# Tikkakoski (Unternehmen)

Tikka-Logo

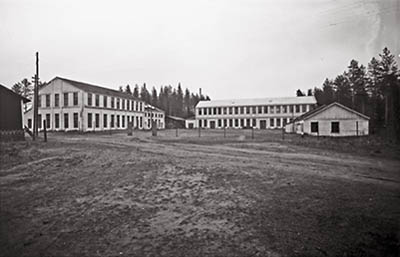
Tikkakoski Fabrik in den frühen 1930ern.

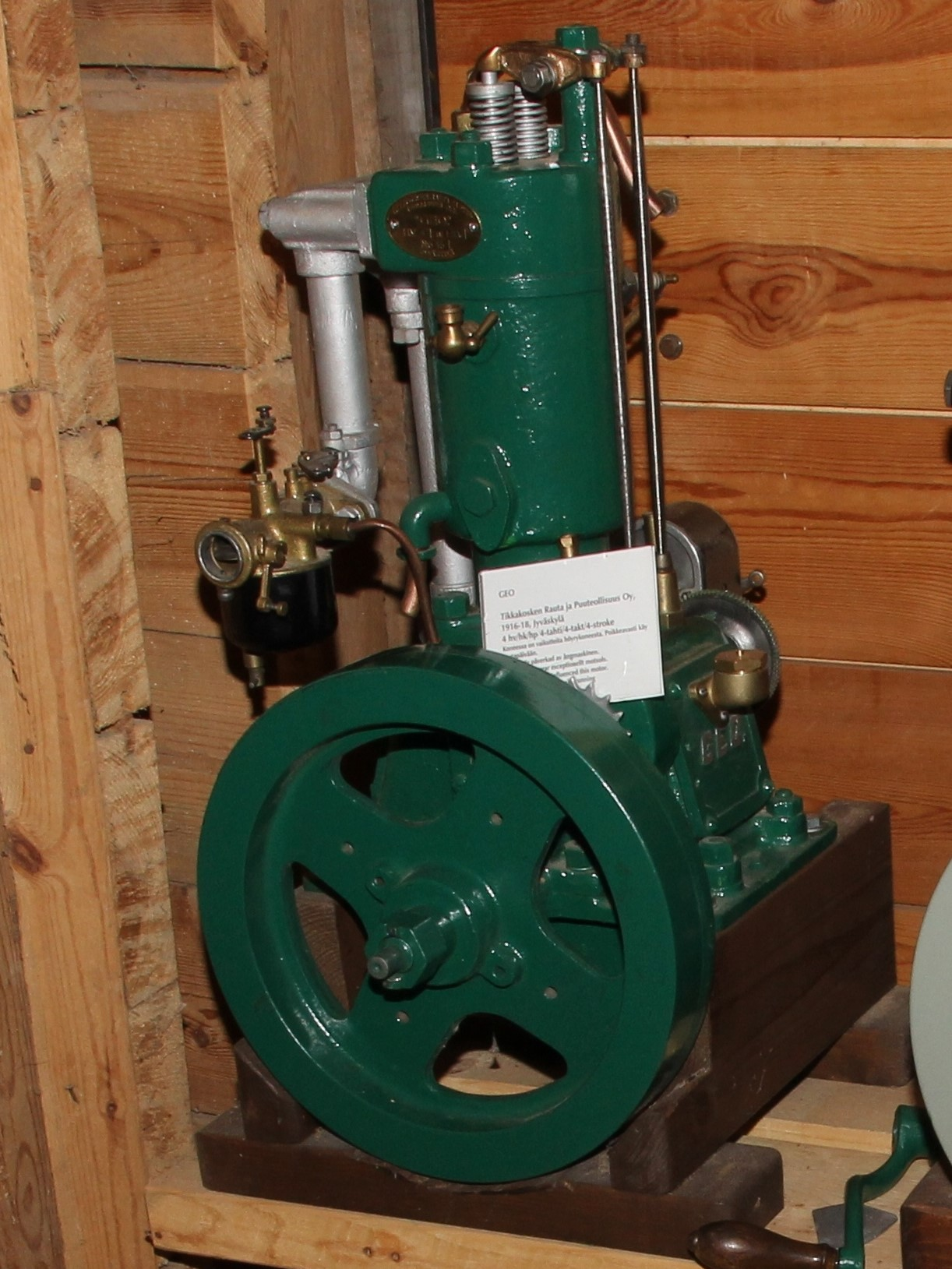
Viertaktmotor, Innenbordmotor, Herstellung von 1916 bis 1918

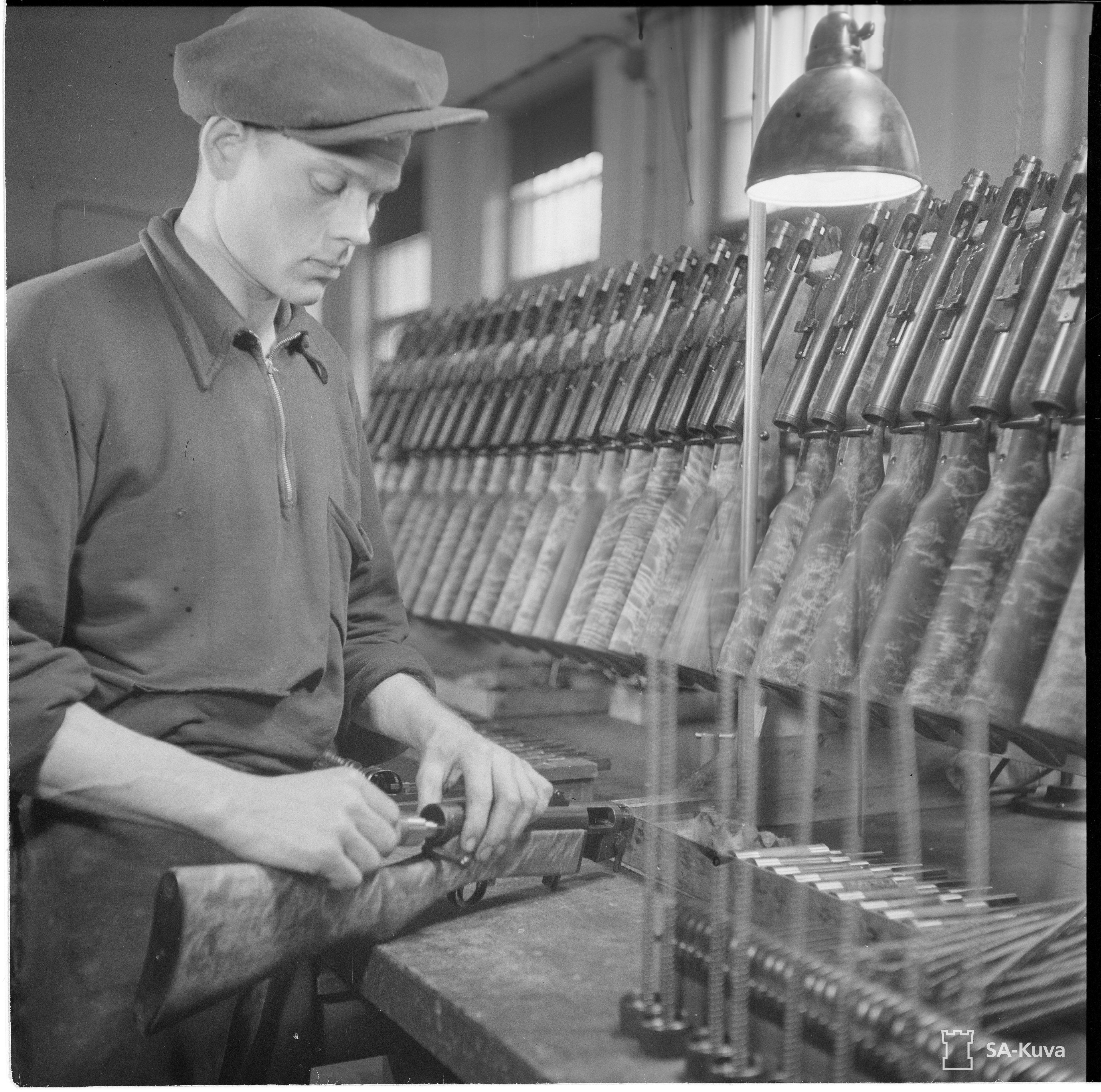
Montage der Suomi M-31, 1942

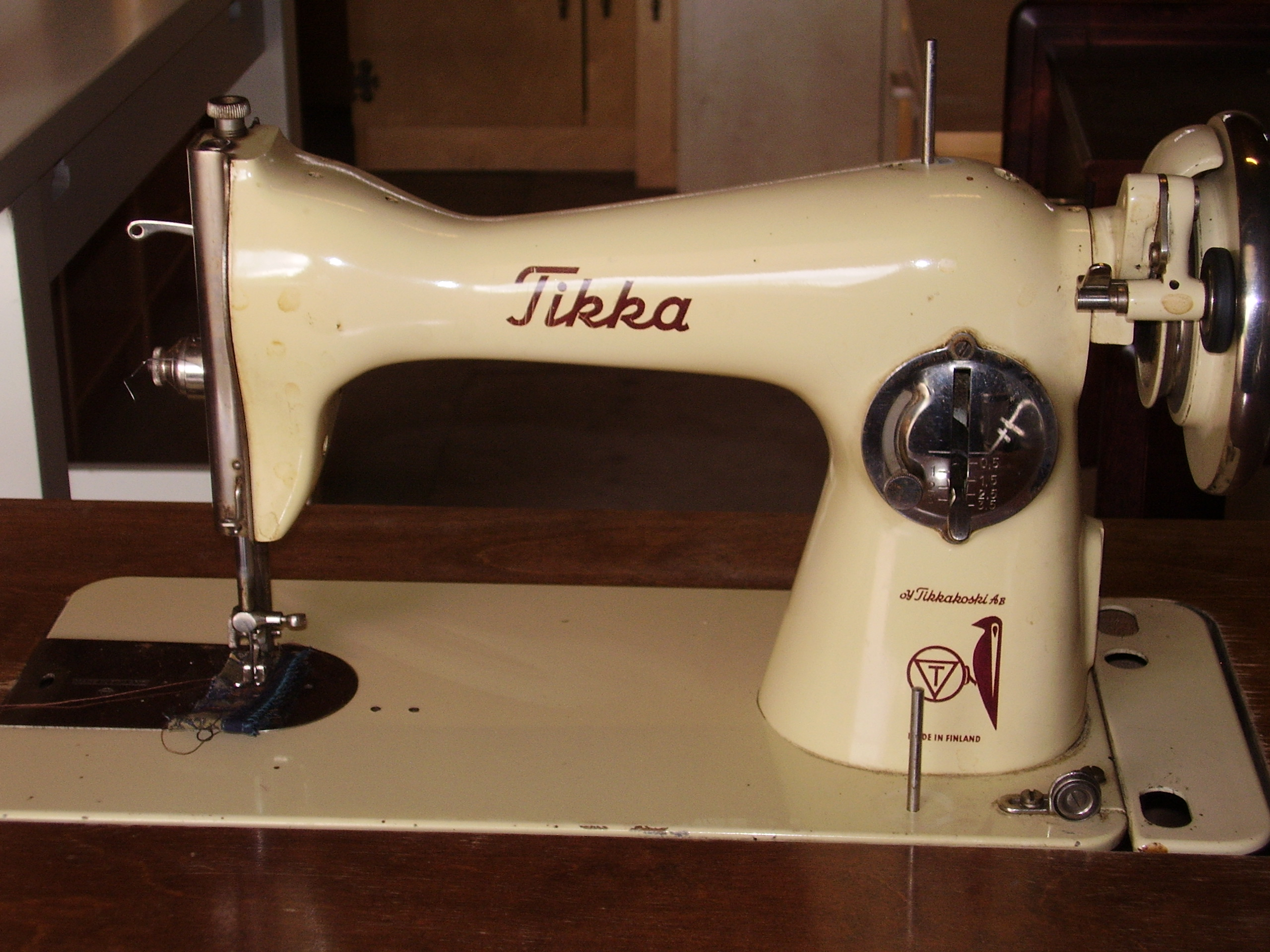
Nähmaschine der Marke Tikka

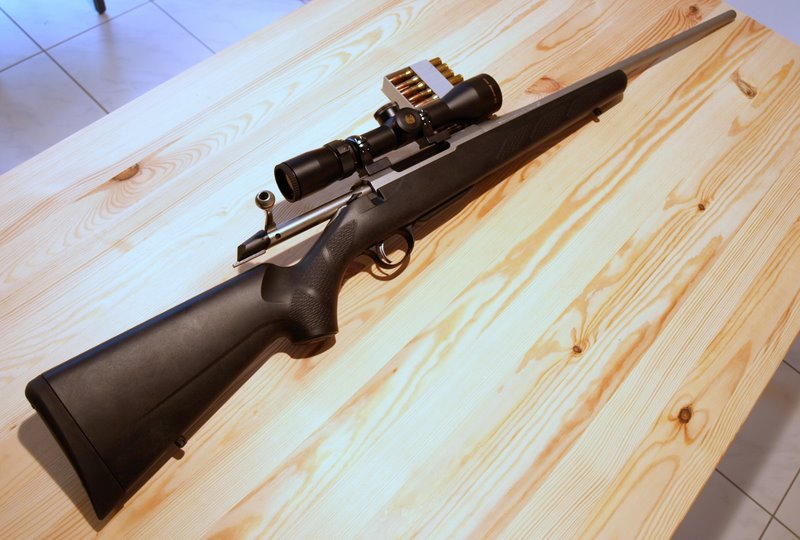
Repetiergewehr Tikka T3

Oy Tikkakoski Ab war ein finnisches Unternehmen, welches Schusswaffen, aber auch verschiedene Gebrauchsgüter, insbesondere Nähmaschinen, produzierte. Es wurde nach dem Ortsteil Tikkakoski der Stadt Jyväskylä benannt, wo sich die Fabrik befand. Tikkakoski wurde 1983 in den finnischen Waffenhersteller SAKO integriert, der die Marke Tikka fortführt.

## Geschichte
Das Unternehmen wurde 1893 von Martin Stenij als Schlosserei in der Nähe der Mühle und des Sägewerks von Jyväsjoki gegründet. Es folgten mehrere Insolvenzen und Eigentümerwechsel. Ab 1918 stieg das Unternehmen in die Waffenfertigung ein. 1926 wurde ebenfalls in Jyväskylä die staatliche Gewehrfabrik Valtion Kivääritehdas (VKT) in Tourula gegründet und fortan als Kooperationspartner gesehen. Das nur drei Kilometer entfernte Unternehmen wurde durch die Fusion bei Sako später vereinigt. Von 1927 bis 1940 stellte Tikkakoski das Gewehr M27, ein Nachbau des russischen Mosin-Nagant, für die finnischen Streitkräfte her. Im Jahre 1930 wurde das Unternehmen vom deutschen Waffenhändler Willi Daugs und seinem Kompagnon Otto Ehrich gekauft.
Der Leiter der Tikkakoski-Fabrik war ab 1927 Oscar Östman, der den finnischen Waffenkonstrukteur Aimo Lahti persönlich gut kannte und an dessen Entwicklungen interessiert war. Tikkakoski erwarb die Patentrechte an der Maschinenpistole Suomi M-31, die sich als sehr erfolgreich erwies. Die Produktion begann 1931. Das Unternehmen firmierte zunächst unter Tikkakoski Rauta ja Puuteollisuusyhtiö (Tikkakoski Eisen- und Holzindustrie) und verkürzte den Namen in dieser Zeit zu Tikkakoski. Nach 1933 produzierte Tikkakoski auch Munitionsgurte und das Maschinengewehr Maxim M/09-21, einen Nachbau des russischen PM 1910.
Während des Zweiten Weltkriegs produzierte das Unternehmen die erwähnten Maschinenpistolen und Maschinengewehre und Läufe für andere Waffen. Produziert wurde auch .50 BMG Patronenmunition für die von den USA gelieferten Brewster F2A Jagdflugzeuge.
Als die finnischen Streitkräfte im Fortsetzungskrieg die sowjetische Maschinenpistole PPS-43 erbeuteten, war Willi Daugs dafür die Waffe in einem anderen Kaliber nachzubauen. Durch Rohstoffknappheit gehindert, konnte Tikkakoski die Prototypen der entstandenen Maschinenpistole KP m/44 erst im Sommer 1944 fertigen. Gerade als die Massenfertigung anlaufen sollte, schied Finnland im September 1944 aus dem Krieg aus. Daugs floh aus Finnland; dabei nahm er die Pläne der KP m/44 mit sich, welche dann die Grundlage für die Maschinenpistole DUX bildeten.
Nach dem Krieg wurde Tikkakoski 1947 als Unternehmen mit einem deutschen Eigentümer für die Sowjetunion konfisziert; die Produktion von Schusswaffen wurde eingestellt, stattdessen konzentrierte man sich auf Nähmaschinen. Lediglich Flinten wurden noch bis 1953 hergestellt.
Finnische Geschäftsleute kauften Tikkakoski 1957 von der Sowjetunion zurück. Ab 1965 wurden wieder Sport- und Jagdwaffen hergestellt. Um 1970 endete die Herstellung von Nähmaschinen.
Im Jahre 1981 kooperierte man mit SAKO bei der Entwicklung von Gewehren. Nokia, der Eigentümer von SAKO, kaufte in den 1970er Jahren Tikkakoski und schloss die Unternehmen am 29. März 1983 unter Oy Sako-Tikka Ab zusammen. Der wenig später, im Jahre 1987, erfolgte Zusammenschluss mit Valmet führte erneut zur Umfirmierung als Sako-Valmet und Sako-Tec; die Waffenproduktion im Ort Tikkakoski endete 1989. SAKO führt den Namen Tikka als Marke für in Riihimäki gefertigte Gewehrmodelle weiter.
Am alten Firmenstandort in Tikkakoski findet sich als Überbleibsel des ursprünglichen Unternehmens die Firma Tikka Spikes als Hersteller von Spikes deren Produktion 1959 begonnen wurde. 2007 erwirtschaftete das Unternehmen mit 120 Mitarbeitern einen Umsatz von 15 Millionen Euro. Im Jahre 2008 wurde Tikka Spikes von Continental AG gekauft.